# Demonstrace v Hongkongu 2019–2020

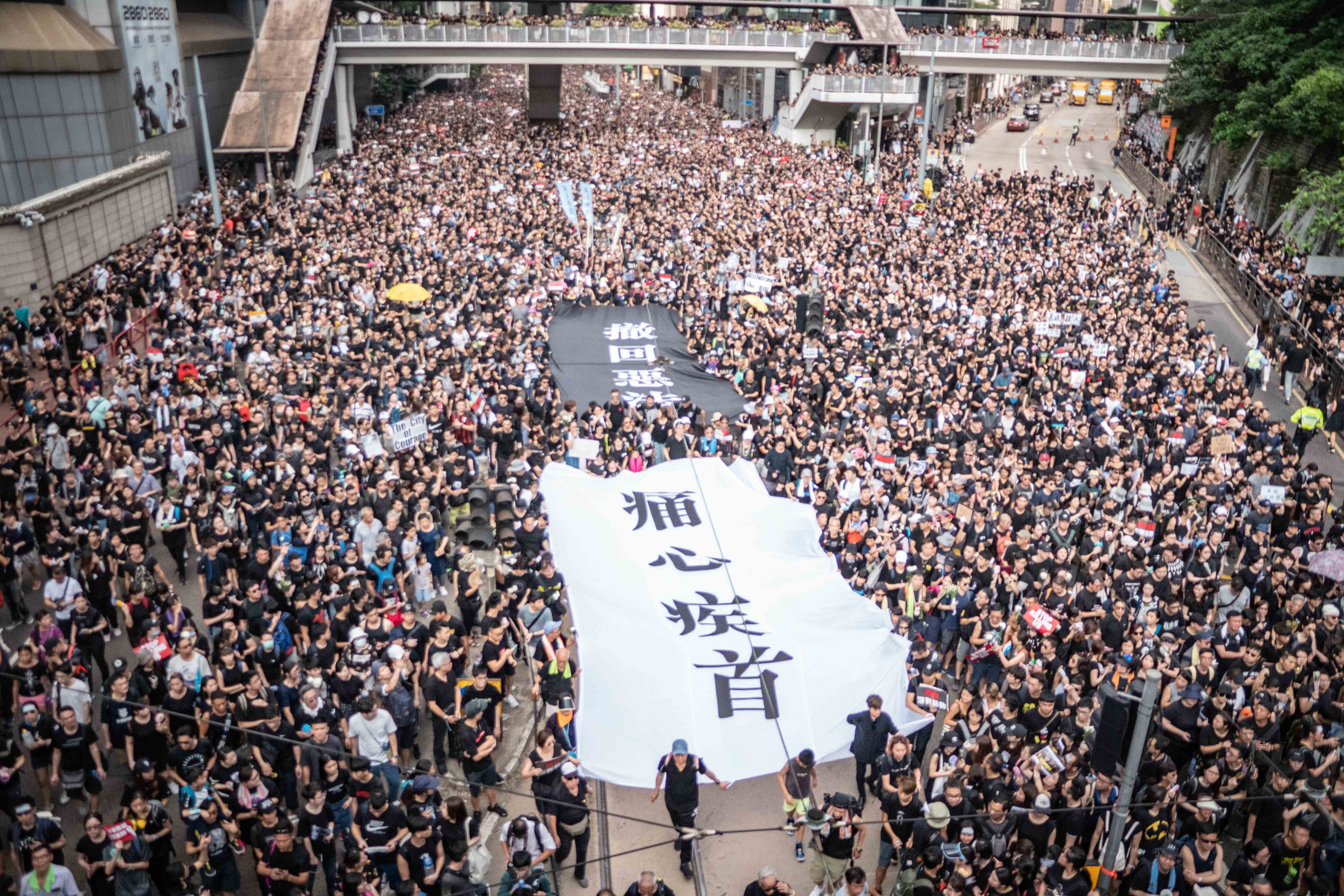
Demonstrace v ulici Hongkongu, 16. června 2019

Pokračující demonstrace v Hongkongu 2019–2020, známé také jako demonstrace proti vydávacímu zákonu (tzv. extradition bill), jsou protesty a demonstrace probíhající v Hongkongu od roku 2019, které začaly s cílem stáhnout pozměňovací návrh zákona na vydávání (extradici) lidí do ciziny, navržený hongkongskou vládou. Kdyby byl schválen, umožnil by lokálním správám zadržet a vydat obviněné nebo odsouzené osoby na území, s nimiž Hongkong nemá dohody o vydávání, včetně Tchaj-wanu a především Číny. Byly vzneseny obavy, že návrh zákona postaví obyvatele a návštěvníky Hongkongu pod jurisdikci pevninské Číny, což podkope politickou nezávislost regionu a občanské svobody. Představitelem demonstrantů je student, aktivista a politik za stranu Demosistō, Joshua Wong.
Ani poté, co šéfka hongkongské samosprávy Carrie Lamová tento zákon předběžně stáhla z projednávání, masové demonstrace neustaly. Lidé požadují její odstoupení a nové demokratické reformy, které omezí vlivy pevninské Číny.

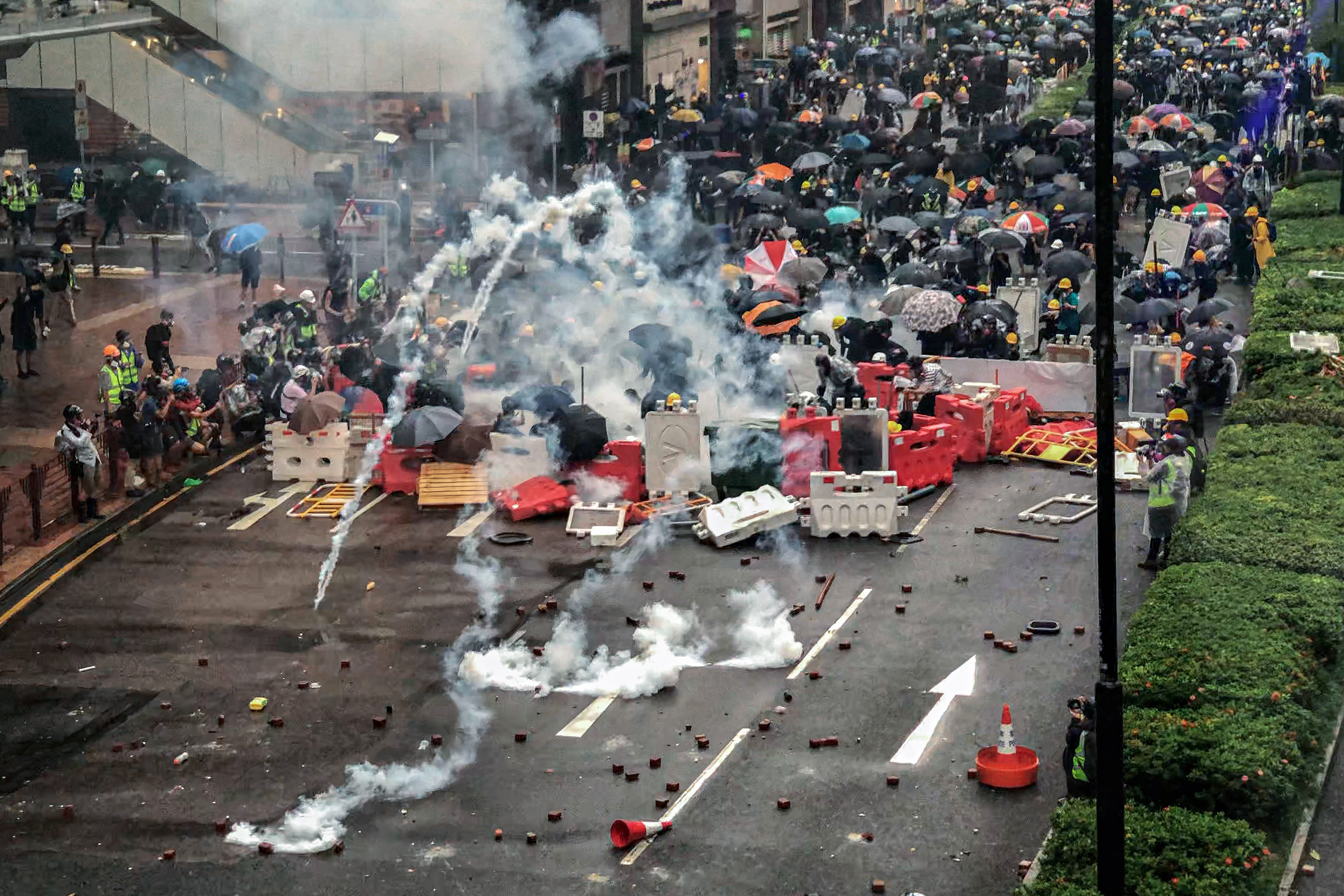
Barikády demonstrantů postavené při konfliktu s policejními složkami dne 28. srpna 2019

Jedná se o největší protesty v Hongkongu, demonstrací se zúčastnil více než milion lidí. Jedná se o největší politickou krizi v Hongkongu za poslední desítky let. Kvůli nepokojům byl několikrát přerušen provoz hongkongského letiště, byly uzavřeny školy či došlo k ochromení vlakových uzlů. V listopadu 2019 uvedl zdejší vysoce postavený policejní činitel Kong Wing-cheung: „Naše společnost byla dotlačena na pokraj totálního kolapsu“.

## Protesty v listopadu

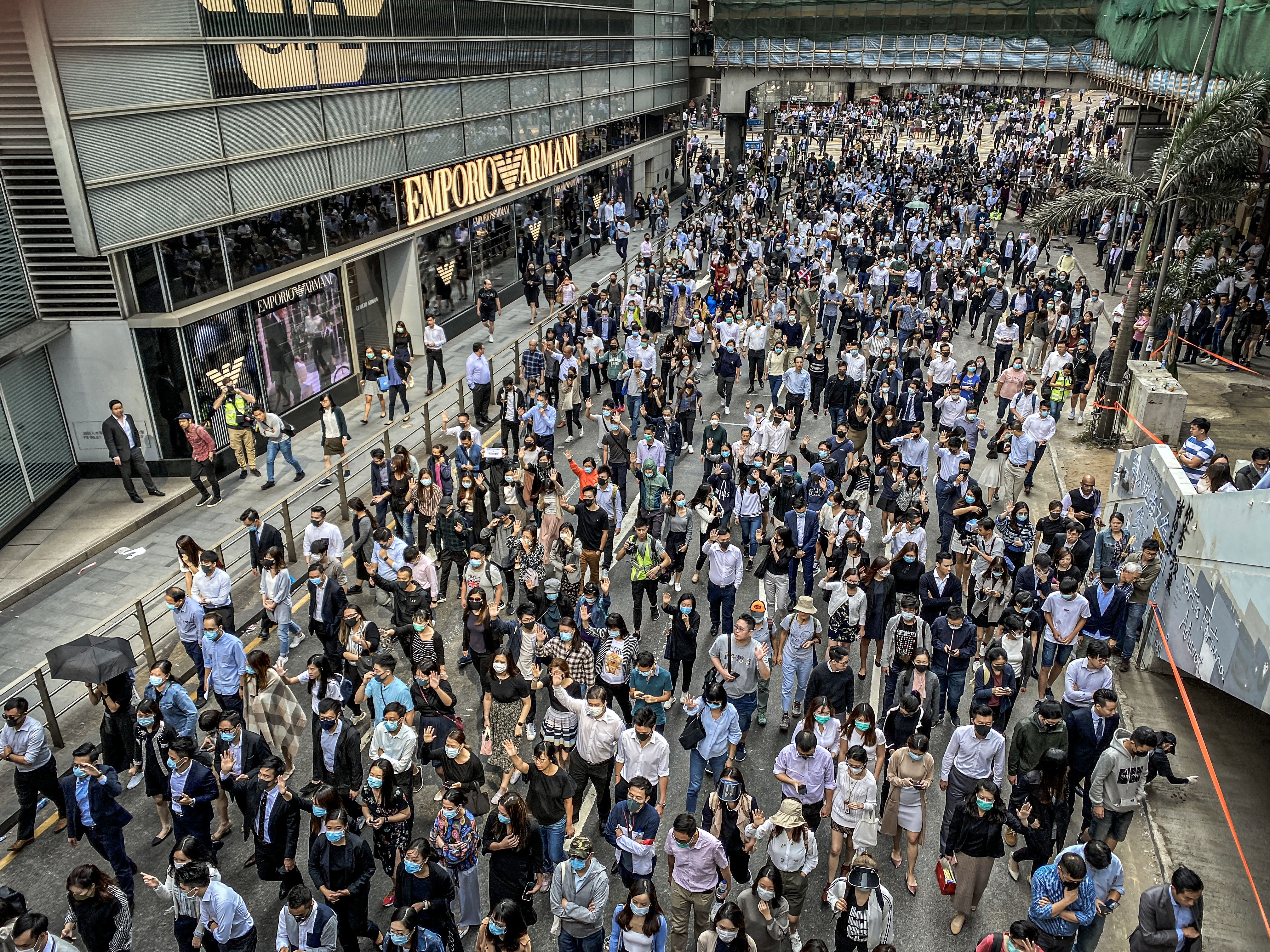
Demonstrace v Hongkongu 14. listopadu 2019

V listopadu propukly další vlny demonstrací proti pročínskému režimu v Hongkongu, které vyústily ve větší násilnosti. V první půlce listopadu byly ze strany policie střeleny již tři osoby. Od 10. listopadu začali lidé vycházet do ulic v době polední pauzy a blokovali tak ulice v době jejich nejvyšší vytíženosti, na silnicích byly stavěny tzv. malé Stonehenge (malé útvary z cihel), které blokují silnici od průjezdu aut. Dne 11. listopadu byl zapálen propekingský demonstrant. 12. listopadu se demonstranti pokusili o zablokování hlavních silničních tras v Hongkongu a zabránění vstupu ozbrojených policejních složek do budov univerzit Hongkongské univerzity a Hongkongské polytechnické univerzity. 15. listopadu zemřel 70letý muž po zasažení "tvrdým předmětem", vypáleným údajně ze strany demonstrujících. V témže dni začaly vznikat na silnicích a na univerzitách barikády, proti postupu policejních jednotek, vytvořené prodemokratickými demonstranty. V pěti kampusech univerzity se nacházelo kolem 200 osob, v předešlý den jich bylo kolem tisíce. O den později se do situace zapojila i čínská armáda, nezasáhla však oficiálně do potlačování protestů.

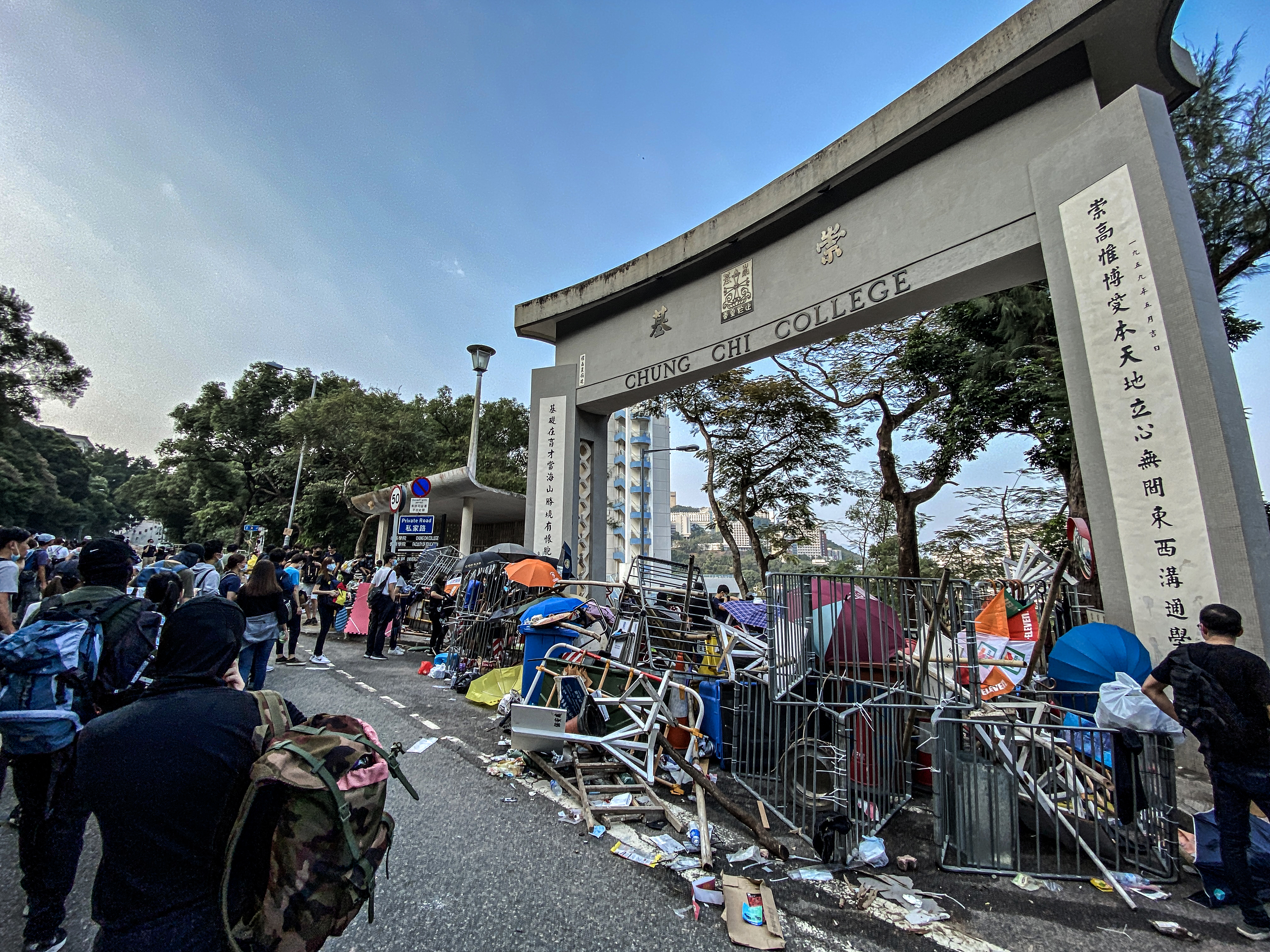
Univerzita Chung Chi, jedna z pěti univerzit, ve kterých se protestující studenti zabarikádovali – 13. listopad 2019

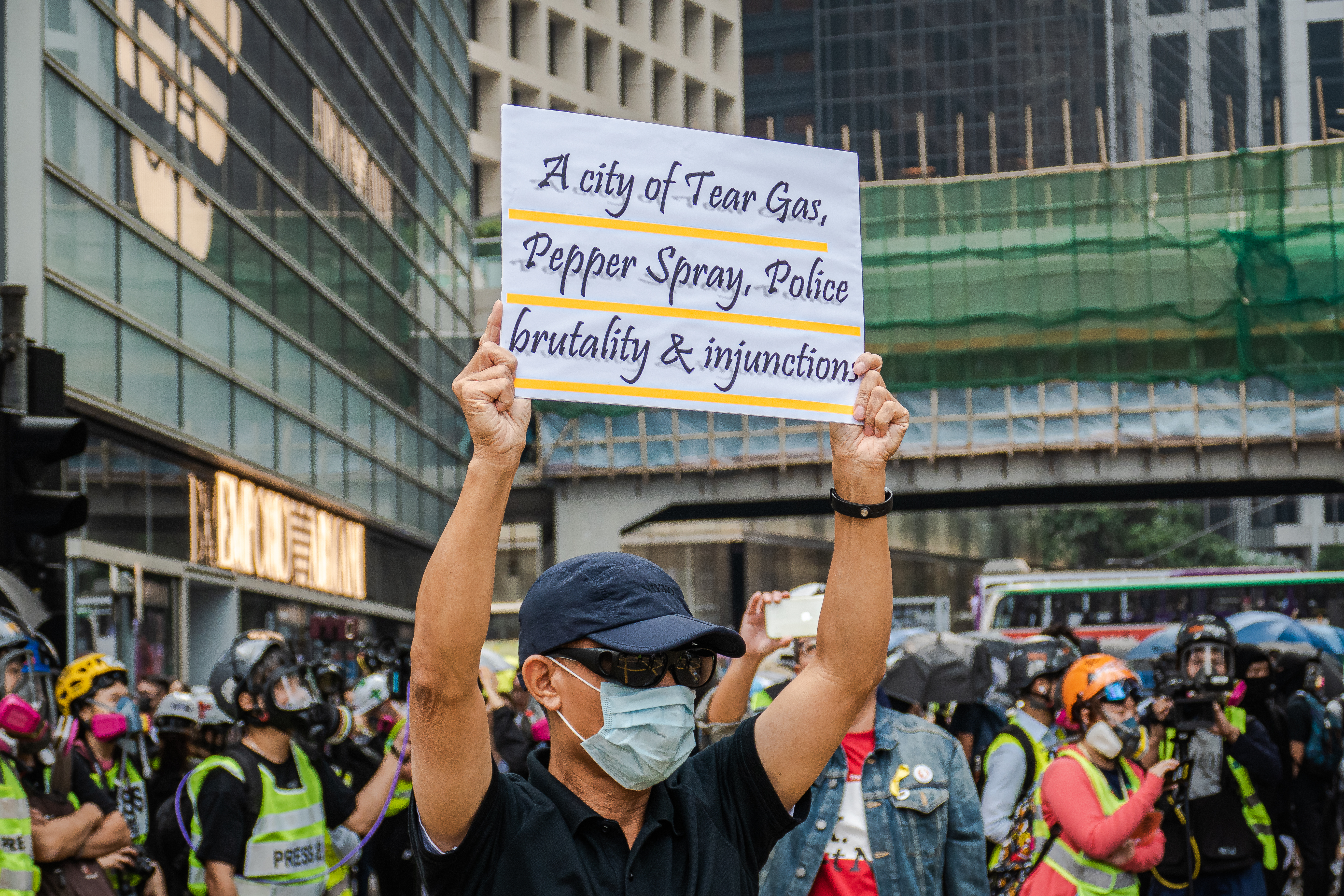
Demonstrant s cedulí ruce a anglickým nápisem „město slzného plynu, pepřového spreje, brutality a soudních příkazů, reagující na chování ze strany policie a armády

17. listopadu se situace vyostřila poté, co se policie pokusila vstoupit na demonstranty opevněný kampus Hongkongské polytechnické univerzity. Policisté tuto snahu odůvodňovali podezřením, že protestanti používají univerzitní kampus jako "továrnu na zbraně". Policie během střetu s demonstranty použila slzný plyn a vodní kanóny s modrým barvivem, demonstranti jim odporovali pomocí arzenálu luků, cihel, dlažebních kostek, deštníků, molotovových koktejlů, praků či katapultů.. Policii se nakonec podařilo univerzitu obklíčit a všem uvězněným vzkázala že kromě novinářů budou při odchodu všichni zatčeni a to včetně dobrovolných mediků. Zbývající studenti se proto snažili z obléhané univerzity uniknout, aniž by byli chyceni policií. Mnoho z nich uniklo díky nepozornosti police, která opustila již dříve dobytý koridor, kam se proto mohli demonstranti slanit a odjet na přistavených skútrech. 18. listopadu dorazily na místa protestů i čínská bojová vozidla pěchoty. Obrovská soudržnost lidí odporujících režimu se projevila, když lidé vytvořili více než kilometrový řetěz pro zásobení obklíčených studentů jídlem a materiálem. V noci z 18. na 19. listopadu bylo zjištěno, že do situace aktivně zasahuje Čínská lidová armáda. V průběhu 19. listopadu se snažili poslední studenti, pravděpodobně jich byly stovky, utéci z obklíčené univerzity prostřednictvím slaňování, útěku skrze kanalizaci (20. listopadu se pokus opakoval) či probíhání skrze policejní blokádu. Zajatí studenti dle prohlášení reportérů vykřikovali svá jména, aby mohli být při zatýkání médii identifikování a prohlašovali, že nebudou páchat sebevraždu. Důvod pro takové prohlášení je takový, že v případě jejich úmrtí při zatčení se jedná o vraždu ze strany ozbrojených složek. Poslední demonstrující byli zatčeni v Polytechnické univerzitě 19. listopadu. Opevnění demonstrantů na univerzitě trvalo tři dny.
Kvůli opakovanému násilnému a podlému chování ze strany policie začali demonstranti policii označovat jako #HKPoliceTerrorists. Důvody pro toto označení jsou mimo jiné
- maskování police za demonstranty,[38]
- zatýkání zdravotníků[39],
- střelba ostrými náboji[40] s využitím zbraní AR-15[41][42][43] dle ohrožení od policie samotné,[44]
- užívání nadměrného množství slzného plynu proti demonstrantům, zábleskových granátů, gumových projektilů a tzv. bean bag rounds (méně zraňující olověné střelivo do brokovnice),[45] poté, co slíbili bezproblémový odchod vyčerpaným studentům z kampusu PolyU,[46][47]
- zraňování protestujících prostřednictvím vodních kanónů s modrým škodlivým barvivem,[48][49]
- schovávání se do vozů záchranné služby, aby mohli proniknout mezi demonstranty, kteří ochotně pouštěli sanitní vozy,[50]
- násilné mlácení bezbranných osob,[51][52][53][54] například kopání do hlavy,[55] mlácení cihlou,[56] detence na neznámé místo,[57] najíždění vozy do demonstrantů.[58][59]

Demonstrace však pokračují na jiných místech. Pročínská média označují demonstranty za výtržníky a násilníky a ve zprávách je zobecňován názor, že běžní lidé s jejich postupy nesouhlasí, proto například pomáhají s uklízením nepořádku, který po nepokojích vznikl. Dne 19. listopadu byly osobám, které nebyly přímo chyceni při protestech, ale podporují prodemokratické protesty, zakázán pohyb, například představiteli hnutí Joshuu Wongovi.
Ve středu 20. listopadu čínská média popisovala prodemokratické protestanty jako násilníky, kteří rozvrací společnost. Stejně tak ústy čínských soudních obhájců kritizovala média zrušení zákazu nošení masek v Hongkongu. Poslední z pěti okupovaných univerzit byla i v tento den PolyU, kde zůstalo několik posledních demonstrantů. Ve středu 20. listopadu vyšlo najevo, že bývalý britský konzulát hongkongského původu byl v Číně patnáct dní mučen kvůli protestům probíhajícím v jeho domovině. Ve středu byla obnovena i činnost škol, studenti však byli prohledáváni policií, někteří i zadrženi. V metru MTR probíhaly potyčky mezi propegingskými a prohognkogskými oponenty, zraněna byla žena mladšího věku. V téže den vyšlo najevo, že Číňané zadrželi v Šen-čenu a mučili bývalého zaměstnance britského konzulátu Simona Chenga, hongkonského původu, po dobu patnácti dní v průběhu měsíce srpna až do 29. dne daného měsíce. Čína však nařčení z mučení popřela tím, že měl vše dle práva zajištěno, že se k činům, například za žádosti o uskutečnění prostituce, a že nešlo o žádné diplomatické zatčení. Čínská strana též zmínila, že doufá, že už se britská strana nebude vměšovat do čínských záležitostí.
Ve středu 21. listopadu zůstalo v kampusu PolyU kolem 50 studentů, kteří se nevzdali ozbrojeným jednotkám. Hrozí jim totiž až deset let vězení za výtržnictví. Ve čtvrtek 22. listopadu vydala hongkongská policie prohlášení, ve kterém žádá účastníky protestu, kteří ještě neopustili kampus univerzity, aby se vzdali. Přislíbili, že mladší 18 let nebudou stíháni. Někteří z univerzitního kampusu Polytechnické univerzity odešli a vzdali se policii.

## Prosincové nepokoje
V neděli 8. prosince pochodovalo ulicemi Hongkongu na 800 tisíc osob, protesty proběhly většinou klidně. Následující neděli 15. prosince propukly další nepokoje, avšak menších rozměrů, než v předchozím měsíci. Policie zakročila proti několika prodemokratickým demonstrantům v obchodních domech. Použili na ně pepřové spreje a několik z nich zatkla. V úterý 24. prosince demonstrace proti vládě pokračovaly, policie opět nasadila slzný plyn. Nepokoje probíhaly zvláště v nákupních centrech, demonstranti nosili masky s vánoční tematikou. Na Hod Boží pokračovaly i nadále protesty proti vládě. Demonstranti se dožadují plně demokratických voleb či propuštění zadržovaných aktivistů a vyšetření všech policejních zákroků proti protestujícím, které byly brutální. Stejně i v tento den byly nasazeny policií proti demonstrantům slzný plyn, pepřové spreje a obušky.

## Mezinárodní reakce

### Česko
V srpnu 2019 otevřeně podpořili hongkongské demonstranty v Česku předseda Českomoravské konfederace odborových svazů Josef Středula a senátor Pavel Fischer. Oba nezávisle na sobě poslali otevřený dopis čínskému velvyslanci Ťien-minovi Čangovi v Praze a vyzvali čínskou vládu, aby ukončila represe proti demonstrantům. Na tyto názory si Čínské velvyslanectví v Praze stěžovalo a označilo je za „chybné". Tím dle sinoložky Kateřiny Procházkové porušilo Vídeňskou úmluvu, která říká, že velvyslanectví nesmějí komentovat výroky politiků v zemi působení. České Centrum proti terorismu a hybridním hrozbám spadající pod Ministerstvo vnitra ČR reagovalo na výrok čínského velvyslanectví tak, že se v Česku od roku 1989 (sametová revoluce) termín „chybné názory" nepoužívá, naopak Listina základních práv a svobod zavedla termín „svoboda projevu".